# Luis Enrique Alonso Benito
Luis Enrique Alonso Benito es un economista y sociólogo español. Licenciado y doctor en CC. Económicas y Empresariales, es catedrático de Sociología en la Universidad Autónoma de Madrid. Está especializado en sociología económica y del consumo. Autor de varios libros, también ha editado obras como La financiarización de las relaciones salariales. Una perspectiva internacional (2012), junto a Carlos J. Fernández Rodríguez.

## Obras
- La crisis de la ciudadanía laboral, 2007
- La era del consumo, 2005[2]
- Trabajo y postmodernidad, 2001
- Trabajo y ciudadanía, 1999
- La mirada cualitativa en sociología, 1998
- ¿Trabajo para todos? Un debate necesario, 1996 (junto con Lourdes Pérez Ortiz)
- Historia del consumo en España. Una aproximación a sus orígenes y primer desarrollo, 1994 (junto con Fernando Conde)
- El imaginario managerial: el discurso de la fluidez en la sociedad económica , 2006 (junto con Carlos Jesús Fernández Rodríguez)